# Uruguay op het wereldkampioenschap voetbal 1962
Uruguay was een van de deelnemende landen aan het wereldkampioenschap voetbal 1962 in Chili. Het was de vierde deelname voor het land aan een wereldkampioenschap voetbal. Uruguay stelde als tweevoudig wereldkampioen teleur door na de groepsfase het toernooi al te moeten verlaten.

## Kwalificatie

### Groep 2
| Pos | Land    | Wed | Win | Gel | Ver | DV | DT | +/− | Pnt |
| --- | ------- | --- | --- | --- | --- | -- | -- | --- | --- |
| 1   | Uruguay | 2   | 1   | 1   | 0   | 3  | 2  | +1  | 3   |
| 2   | Bolivia | 2   | 0   | 1   | 1   | 2  | 3  | −1  | 1   |

|              |             |       |             |                                              |
| 15 juli 1961 | Bolivia     | 1 – 1 | Uruguay     | La Paz, Bolivia Scheidsrechter: Robles (CHI) |
| 15 juli 1961 | Alcócer 54' |       | 23' Cubilla | La Paz, Bolivia Scheidsrechter: Robles (CHI) |

|              |                         |       |             |                                                  |
| 30 juli 1961 | Uruguay                 | 2 – 1 | Bolivia     | Montevideo, Uruguay Scheidsrechter: Robles (CHI) |
| 30 juli 1961 | Cabrera 3' Escalada 39' |       | 65' Camacho | Montevideo, Uruguay Scheidsrechter: Robles (CHI) |

## Toernooi

### Groepsfase
Uruguay begon goed met winst tegen Colombia. Maar verlies tegen EK-finalist Joegoslavië en Europees kampioen Sovjet Unie betekende dat het ooit zo sterke Uruguay al na de groepsfase uit het toernooi lag.
| Land        | Wed | Win | Gel | Ver | DV | DT | +/− | Pnt |
| ----------- | --- | --- | --- | --- | -- | -- | --- | --- |
| Sovjet-Unie | 3   | 2   | 1   | 0   | 8  | 5  | 3   | 5   |
| Joegoslavië | 3   | 2   | 0   | 1   | 8  | 3  | 5   | 4   |
| Uruguay     | 3   | 1   | 0   | 2   | 4  | 6  | –2  | 2   |
| Colombia    | 3   | 0   | 1   | 2   | 5  | 11 | –6  | 1   |

|                                              |                       |                  |                    |                                                                                              |
| 30 mei 1962 «onderlinge duels» 15:00 (UTC−4) | Uruguay               | 2 – 1            | Colombia           | Estadio Carlos Dittborn, Arica Toeschouwers: 7.908 Scheidsrechter: Andor Dorogi ( Hongarije) |
| 30 mei 1962 «onderlinge duels» 15:00 (UTC−4) | Cubilla 56' Sasía 75' | Wedstrijdverslag | Zuluaga 19' (pen.) | Estadio Carlos Dittborn, Arica Toeschouwers: 7.908 Scheidsrechter: Andor Dorogi ( Hongarije) |

|                                              |                                           |                  |             |                                                                                   |
| 2 juni 1962 «onderlinge duels» 15:00 (UTC−4) | Joegoslavië                               | 3 – 1            | Uruguay     | Estadio Carlos Dittborn, Arica Toeschouwers: 8.829 Scheidsrechter: Karol Galba () |
| 2 juni 1962 «onderlinge duels» 15:00 (UTC−4) | Skoblar 25' (pen.) Galić 29' Jerković 49' | Wedstrijdverslag | Cabrera 19' | Estadio Carlos Dittborn, Arica Toeschouwers: 8.829 Scheidsrechter: Karol Galba () |

|                                              |                        |                  |           |                                                                                           |
| 6 juni 1962 «onderlinge duels» 15:00 (UTC−4) | Sovjet-Unie            | 2 – 1            | Uruguay   | Estadio Carlos Dittborn, Arica Toeschouwers: 9.973 Scheidsrechter: Cesare Jonni ( Italië) |
| 6 juni 1962 «onderlinge duels» 15:00 (UTC−4) | Mamykin 38' Ivanov 89' | Wedstrijdverslag | Sasía 54' | Estadio Carlos Dittborn, Arica Toeschouwers: 9.973 Scheidsrechter: Cesare Jonni ( Italië) |

AUF · A-internationals · Selecties · Bondscoaches · Uruguayaans vrouwenelftal · Olympisch elftal · Uruguay U21 · Uruguay U20 · Uruguay U19 · Uruguay U18 · Uruguay U17
1900 – 1909 ·
1910 – 1919 ·
1920 – 1929 ·
1930 – 1939 ·
1940 – 1949 ·
1950 – 1959 ·
1960 – 1969 ·
1970 – 1979 ·
1980 – 1989 ·
1990 – 1999 ·
2000 – 2009 ·
2010 – 2019 ·
2020 – 2029
WK 1930 · 
WK 1950 · 
WK 1954 · 
WK 1962 · 
WK 1966 · 
WK 1970 ·
WK 1974 · 
WK 1986 · 
WK 1990 · 
WK 2002 · 
WK 2010 · 
WK 2014 · 
WK 2018
OS 1924 · 
OS 1928 ·
OS 2012
1902 · 
1903 · 
1904 · 
1905 · 
1906 · 
1907 · 
1908 · 
1909 ·
1910 · 
1911 · 
1912 · 
1913 · 
1914 · 
1915 · 
1916 · 
1917 · 
1918 · 
1919 ·
1920 · 
1921 · 
1922 · 
1923 · 
1924 · 
1925 · 
1926 · 
1927 · 
1928 · 
1929 ·
1930 · 
1931 · 
1932 · 
1933 · 
1934 · 
1935 · 
1936 · 
1937 · 
1938 · 
1939 ·
1940 · 
1941 · 
1942 · 
1943 · 
1944 · 
1945 · 
1946 · 
1947 · 
1948 · 
1949 ·
1950 · 
1951 · 
1952 · 
1953 · 
1954 · 
1955 · 
1956 · 
1957 · 
1958 · 
1959 ·
1960 · 
1961 · 
1962 · 
1963 · 
1964 · 
1965 · 
1966 · 
1967 · 
1968 · 
1969 ·
1970 · 
1971 · 
1972 · 
1973 · 
1974 · 
1975 · 
1976 · 
1977 · 
1978 · 
1979 ·
1980 · 
1981 · 
1982 · 
1983 · 
1984 · 
1985 · 
1986 · 
1987 · 
1988 · 
1989 ·
1990 ·
1991 · 
1992 · 
1993 · 
1994 · 
1995 · 
1996 · 
1997 · 
1998 · 
1999 · 
2000 · 
2001 · 
2002 · 
2003 · 
2004 · 
2005 · 
2006 · 
2007 · 
2008 · 
2009 · 
2010 · 
2011 · 
2012 · 
2013 · 
2014 · 
2015 · 
2016 ·
2017 ·
2018 ·
2019 ·
2020 ·
2021 ·
2022 ·
2023 ·
2024
Algerije ·
Angola ·
Argentinië ·
Australië ·
België ·
Bolivia ·
Brazilië ·
Bulgarije ·
Canada ·
Chili ·
China ·
Colombia ·
Costa Rica ·
Cuba ·
DDR ·
Denemarken ·
Duitsland ·
Ecuador ·
Egypte ·
Engeland ·
Estland ·
 Finland ·
Frankrijk ·
Georgië ·
Ghana ·
Guatemala ·
Haïti ·
Honduras ·
Hongarije ·
Ierland ·
India ·
Indonesië ·
Irak ·
Iran ·
Israël ·
Italië ·
Ivoorkust ·
Jamaica ·
Japan ·
Joegoslavië ·
Jordanië ·
Libië ·
Luxemburg ·
Maleisië ·
Mexico ·
Marokko ·
Nederland ·
Nicaragua ·
Nieuw-Zeeland ·
Nigeria ·
Noord-Ierland ·
Noorwegen ·
Oekraïne ·
Oezbekistan ·
Oman ·
Oostenrijk ·
Panama ·
Paraguay ·
Peru ·
Polen ·
Portugal ·
Roemenië ·
Rusland ·
Saarland ·
Saoedi-Arabië ·
Schotland ·
Senegal ·
Servië & Montenegro ·
Singapore ·
Slovenië ·
Sovjet-Unie ·
Spanje ·
Tahiti ·
Thailand ·
Trinidad en Tobago · 
Tsjechië ·
Tsjecho-Slowakije ·
Tunesië · 
Turkije ·
Venezuela ·
Verenigde Arabische Emiraten ·
Verenigde Staten ·
Wales ·
Zuid-Afrika ·
Zuid-Korea ·
Zweden ·
Zwitserland
Argentinië (1986) ·
België (1990) ·
Brazilië (1950) · 
Colombia (2014) ·
Costa Rica (2014) ·
Denemarken (1986) ·
Denemarken (2002) ·
Duitsland (2010) ·
Egypte (2018) ·
Engeland (2014) ·
Frankrijk (2002) ·
Frankrijk (2010) ·
Frankrijk (2018) ·
Ghana (2010) ·
Italië (1990) ·
Italië (2014) ·
Mexico (2010) ·
Nederland (1974) ·
Nederland (2010) ·
Portugal (2018) ·
Rusland (2018) ·
Saoedi-Arabië (2018) ·
Schotland (1986) ·
Senegal (2002) ·
Spanje (1990) ·
West-Duitsland (1986) ·
Zuid-Afrika (2010) ·
Zuid-Korea (1990) ·
Zuid-Korea (2010)